# Ligier Richier
Ligier Richier (Saint-Mihiel, 15 settembre 1500 – Ginevra, 8 agosto 1567) è stato uno scultore francese che adottò, su un fondamento di cultura gotica, i modi stilistici del primo Rinascimento.

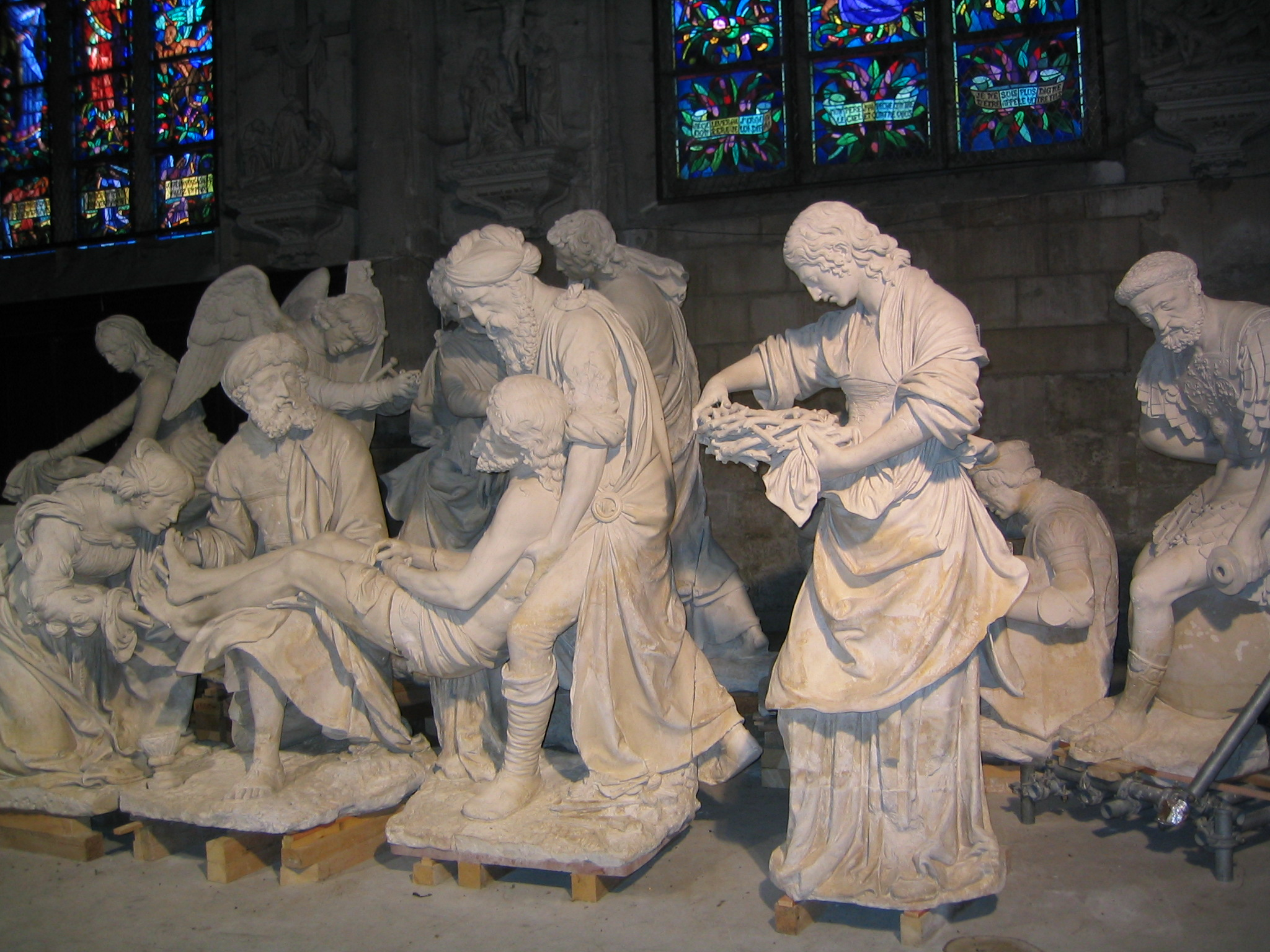
Compianto sul Cristo morto, pietra calcare, 1554-64, chiesa di Saint Etienne a Saint-Mihiel

Al servizio della corte del duca di Lorena, realizzò numerose ed importanti opere che oggi si conservano soprattutto nei dipartimenti della Mosa e della Meurthe e Mosella, nella regione della Lorena.

## Vita e profilo artistico
La vita e la carriera di Richier si svolsero essenzialmente in Lorena, ducato a quel tempo indipendente dalla Francia. Le prime notizie che abbiamo sull'artista sono del 1530, allorché il duca di Lorena lo chiamò al suo servizio. Nel 1543 fu uno dei quattro sindaci della città natale di Saint-Mihiel.
Convertitosi alla religione protestante, Ligier rivolse al duca una petizione richiedendo la possibilità di libero esercizio della religione riformata; in seguito, verso il 1563, nel timore di persecuzioni, lasciò la Lorena e si rifugiò a Ginevra, dove morì nel 1567.
Le affinità, spesso sottolineate, con l'arte rinascimentale italiana hanno portato alla congettura di un suo viaggio di formazione in Italia: l'ipotesi non è tuttavia suffragata da alcun documento.
La produzione artistica di Ligier fu essenzialmente di carattere religioso, incentrata soprattutto sui temi del Calvario e del Compianto sul Cristo Morto. Particolare rilievo, nel suo linguaggio artistico, ha la precisione con cui sono rappresentati i volti delle persone e la finezza dei drappeggi delle loro vesti.
Ligier lavorò la pietra, il legno, la terracotta; mise a punto un processo di trattamento con la cera (tipo encausto) per dare al calcare di Lorena l'apparenza del marmo: lo vediamo applicato, ad esempio, nella tomba della clarissa Philippe de Gueldre a Nancy.
Tra le sue opere principali si debbono menzionare le 13 figure del Compianto nella chiesa di Saint Etienne a Saint-Mihiel; ma anche la tomba di René de Chalon, principe d'Orange, nella chiesa di Saint-Etienne a Bar-le-Duc, ove si vede la statua di uno scheletro che, con il braccio alzato, offre il suo cuore. Questa scultura - dal crudo realismo anatomico che lascia scorgere, assieme alle ossa, brandelli di carne e di pelle - ed altre simili derivanti dalla sua bottega rimandano al gusto macabro tipico della tradizione gotica del nord Europa (rappresentato, tra gli altri, in pittura dal contemporaneo Hans Baldung Grien).

## Opere
- Calvario (Gesù crocifisso e i due ladroni), legno, ca. 1532, chiesa di Saint Etienne a Bar-le-Duc, Mosa;
- Calvario (Gesù crocifisso, i due ladroni, la Vergine, San Giovanni e Maddalena), legno, ca. 1534, chiesa di Saint-Gengoult a Briey, Meurthe-et-Moselle
- Tomba di René of Chalons, pietra calcare trattata ad encausto, ca 1544, chiesa di Saint Etienne a Bar-le-Duc, Mosa;
- Il Bambino Gesù coricato nella mangiatoia e Testa di San Gerolamo, pietra calcare trattata ad encauso, 1548-55, (resti delle decorazioni della "chapelle des Princes" nella collegiata di Saint-Maxe a Bar-le-Duc, Mosa), Museo del Louvre, Parigi;
- Testa di Cristo incoronato di spine, legno policromo, ca 1532 (proveniente da un Crocifisso posto un tempo nella chiesa abbaziale di Saint. Michel a Saint-Mihiel, Mosa), Museo del Louvre, Parigi;
- Compianto sul Cristo morto, pietra calcare, 1554-64, chiesa di Saint Etienne a Saint-Mihiel, Mosa;
- Tomba di Jérôme Burgensis, Cattedrale di Châlons-sur-Marne, Marne;
- Statua funebre (gisant) della tomba di Philippe de Gueldre, pietra calcare trattata ad encausto, dopo 1547, cappella dei Cordeliers a Nancy
- Retablo scolpito con scene della Passione, pietra policroma, chiesa di Hattonchâtel, Vigneulles-lès-Hattonchâtel, Mosa;
- Gruppo della Madonna della Pietà, calcare bianca di Lorena, chiesa parrocchiale di Saint-Martin a Étain, Mosa;
- Trapasso della Vergine, legno, chiesa di Saint Michel a Saint-Mihiel, Mosa;
- Cristo portacroce, chiesa di Saint-Laurent a Pont-à-Mousson, Meurthe-et-Moselle.